# فرودگاه کمسل پرتیج
فرودگاه کمسل پرتیج (به انگلیسی: Camsell Portage Airport) یک فرودگاه همگانی است که یک باند فرود شن دارد و طول باند آن ۸۷۵ متر است. این فرودگاه در کشور کانادا قرار دارد و در ارتفاع ۲۲۹ متری از سطح دریا واقع شده‌است.